# 石菖蒲
石菖蒲，又稱金錢蒲、堯韭、昌陽、山菖蒲、石蜈蚣、水劍草，屬菖蒲科，為禾草狀的多年生草本植物，其根莖具氣味，根莖常作藥用。

## 形态
形似菖蒲，但植株矮小；根莖細長、具氣味 (根莖有特化的精油細胞(aromatic oil cell))。葉片线形，主脉不显著，全緣、排成二列，花序较柔弱。肉穗花序(佛焰花序)單一頂生，著生於葉狀的花莛(scape，或作花葶)腋側，花莛被認為是花梗或及佛焰苞，具二束分離的維管束，花序軸頂端具分生組織，可以再發育為新的枝條。佛焰苞葉狀，較佛焰花序為長，狀似葉狀的花梗向水平方向的延伸，宿存。花由花序底向頂端綻開。兩性花，緊密排列，無苞片；花被片6枚離生，呈2輪(各3枚)；花絲長線形，扁平；花藥近軸側縱向開裂。雌花器略長於花被片，具2或3室，每個子房室中有胚珠數枚。倒生胚珠著生於頂生胎胚座上(orthotropous (atropous), pendent on apical placenta)；柱頭小。
漿果或蒴果具種子數枚，基部具毛。
花期為五月至六月，果期為七月至八月。

## 分布
分布於亞洲，包括印度东北部、泰国北部、中國雲南及長江流域、韓國、日本、菲律賓與印尼等國。生长于海拔20米至2,600米的地区，多生在山涧水石空隙中或山沟流水砾石间 (有時為挺水生長)。

## 外部連結
- 石菖蒲 Shichangpu （页面存档备份，存于） 藥用植物圖像數據庫 (香港浸會大學中醫藥學院) （中文）（英文）
- 石菖蒲 中藥材圖像數據庫  (香港浸會大學中醫藥學院) （中文）（英文）
- 石菖蒲 Shi Chang Pu （页面存档备份，存于） 中藥標本數據庫 (香港浸會大學中醫藥學院) （繁體中文）（英文）
- α-細辛腦 α-asarone （页面存档备份，存于） 中草藥化學圖像數據庫 (香港浸會大學中醫藥學院) （中文）（英文）
- . 明報 – 2012年4月10日星期二上午5:19. （原始内容存档于2013-01-06）.